# Lucy-sur-Cure
Lucy-sur-Cure là một xã ở ở tỉnh Yonne trong vùng Bourgogne-Franche-Comté của Pháp. Lucy-sur-Cure có diện tích 10,58 km2, dân số năm 1999 là 171 người.